# Liliana
Liliana is een bestuurslaag in het regentschap Timor Tengah Selatan van de provincie Oost-Nusa Tenggara, Indonesië. Liliana telt 1241 inwoners (volkstelling 2010).